# Allium chrysanthum
Allium chrysanthum är en amaryllisväxtart som beskrevs av Eduard August von Regel. Allium chrysanthum ingår i släktet lökar, och familjen amaryllisväxter. Inga underarter finns listade i Catalogue of Life.